# М'єй (місто)
М'єй (англ. Myeik, бірм. မြိတ်မြို့ або заст. англ. Mergui) — місто в окрузі Танінтаї на південному сході М'янми.

## Клімат
Місто знаходиться у зоні, котра характеризується мусонним кліматом. Найтепліший місяць — квітень із середньою температурою 28.3 °C (83 °F). Найхолодніший місяць — січень, із середньою температурою 25.6 °С (78 °F).
| Клімат М'єя             | Клімат М'єя | Клімат М'єя | Клімат М'єя | Клімат М'єя | Клімат М'єя | Клімат М'єя | Клімат М'єя | Клімат М'єя | Клімат М'єя | Клімат М'єя | Клімат М'єя | Клімат М'єя | Клімат М'єя |
| Показник                | Січ.        | Лют.        | Бер.        | Квіт.       | Трав.       | Черв.       | Лип.        | Серп.       | Вер.        | Жовт.       | Лист.       | Груд.       | Рік         |
| Абсолютний максимум, °C | 35          | 36          | 37          | 37          | 36          | 36          | 33          | 33          | 32          | 35          | 34          | 36          | 37          |
| Середній максимум, °C   | 30          | 31          | 32          | 32          | 31          | 29          | 28          | 28          | 28          | 30          | 30          | 30          | 30          |
| Середня температура, °C | 25          | 26          | 27          | 27          | 27          | 26          | 25          | 25          | 25          | 26          | 25          | 25          | 26          |
| Середній мінімум, °C    | 20          | 21          | 22          | 23          | 23          | 23          | 22          | 22          | 22          | 22          | 21          | 20          | 22          |
| Абсолютний мінімум, °C  | 11          | 15          | 16          | 18          | 19          | 19          | 18          | 18          | 18          | 17          | 15          | 12          | 11          |
| Норма опадів, мм        | 20          | 50          | 70          | 120         | 420         | 760         | 830         | 760         | 630         | 300         | 90          | 20          | 4120        |
| Днів з дощем            | 1           | 3           | 5           | 6           | 18          | 25          | 26          | 26          | 23          | 16          | 6           | 2           | 157         |
| Вологість повітря, %    | 73          | 75          | 78          | 79          | 86          | 91          | 93          | 94          | 92          | 86          | 79          | 75          | 83          |
| ----------------------- | ----------- | ----------- | ----------- | ----------- | ----------- | ----------- | ----------- | ----------- | ----------- | ----------- | ----------- | ----------- | ----------- |
| Джерело: Weatherbase    |             |             |             |             |             |             |             |             |             |             |             |             |             |

## Пам'ятки
У М'єй є кілька бірманських пагод, найбільша з яких — пагода Тейндавгі.